# Clay Regazzoni
Gianclaudio Giuseppe Regazzoni, mais conhecido como Clay Regazzoni (Mendrisio, 5 de setembro de 1939 - Parma, 15 de dezembro de 2006), foi um piloto de Fórmula 1 suíço.

## Primeiras corridas
Nascido na área fronteiriça da Suíça onde se fala predominantemente o italiano, foi efetivamente considerado como um conterrâneo pelos moradores da Itália, o que o tornou motivo de grande orgulho para os torcedores da Ferrari, em meados dos anos 1970. Todavia, mantinha um passaporte suíço, assim como seu registro oficial na Fórmula 1.
A primeira vitória na Fórmula 1 veio durante sua primeira temporada, em 1970, ao vencer o Grande Prêmio da Itália, em Monza, ao volante de uma Ferrari 312B. Embora só tenha competido em oito das 13 corridas daquele ano, terminou em terceiro no campeonato, atrás do seu companheiro de equipe Jacky Ickx e do falecido Jochen Rindt, campeão póstumo da temporada.
Regazzoni muitas vezes foi considerado um piloto de estilo extremamente agressivo e até mesmo desleal. Porém, aqueles que o conheceram e com ele conviveram diziam ser uma das pessoas mais amáveis de todo o automobilismo.

## O ápice

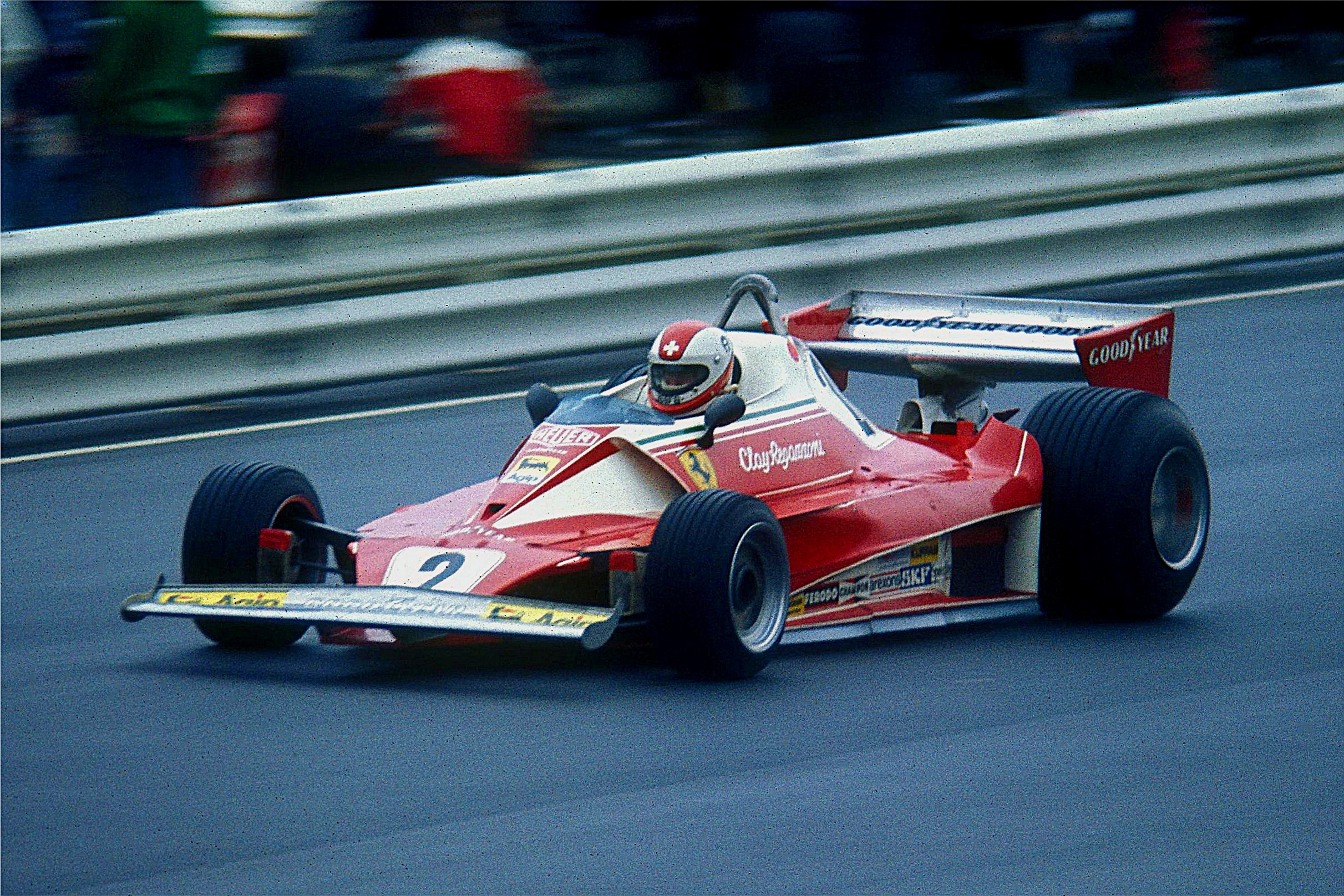
Regazzoni em Nürburgring em 1976.

Depois de três temporadas na Ferrari, Regazzoni mudou-se para a BRM, onde fez parte de uma equipe que incluía Jean Pierre Beltoise e Niki Lauda. Em 1974, a Ferrari decidiu chamar Regazzoni de volta, que aceitou imediatamente e sugeriu a Enzo Ferrari que também chamasse Niki Lauda. Regazzoni e Lauda, juntamente com o chefe de equipe Luca Cordero di Montezemolo e o diretor técnico Mauro Forghieri, formaram uma parceria bem-sucedida que gerou 15 vitórias, dois títulos de construtores e um campeonato para Lauda, em 1975.
A melhor temporada de Regazzoni foi em 1974, quando ele perdeu o campeonato para Emerson Fittipaldi por somente três pontos. Na segunda metade dos anos 1970, Regazzoni participou das 500 milhas de Indianápolis com a McLaren e dirigiu para equipes médias da Fórmula 1 como a Ensign e a Shadow, até que Sir Frank Williams ofereceu-lhe novamente uma vaga competitiva em um de seus carros, em 1979. Regazzoni pagou o favor dando-lhe a primeira vitória da equipe em Silverstone, mas foi substituído por Carlos Reutemann ao fim da temporada.

## O acidente
Em 1980 Regazzoni sofreu um acidente durante o Grande Prêmio dos Estados Unidos, disputado em Long Beach, quando os freios de seu Ensign falharam no fim de uma reta de alta velocidade. Seu carro bateu contra o Brabham do argentino Ricardo Zunino, que estava parado no canto de uma área de escape, incendiando-se em seguida. O acidente deixou Regazzoni paralisado da cintura para baixo. Desde então, ele se dedicou a ajudar portadores de deficiência física a obter igualdade de oportunidades, além de continuar competindo em competições com carros históricos, sua grande paixão.
Em 1973, a sua vida já tinha sido salva pelo inglês Mike Hailwood, que chegou a queimar as mãos e os pés ao tentar livrar, no grande prêmio da África do Sul, o piloto do seu carro em chamas.
Um instigante relato de sua vida pode ser encontrado em sua autobiografia "È questione di cuore" ("É um assunto do coração") publicado em meados dos anos 1980. No final da vida Regazzoni dividia seu tempo entre Mônaco e Lugano, e ocasionalmente fazia comentários para canais de TV suíços e italianos.

## Morte
No dia 15 de dezembro de 2006, Clay Regazzoni veio a falecer depois de o seu automóvel colidir com um caminhão na região oeste da cidade de Parma, no norte da Itália. Regazzoni tinha 67 anos. A morte de Clay Regazzoni causou grande comoção entre os fãs do automobilismo, que o tinham como um dos grandes ídolos da Fórmula 1.

## Números
- Vitórias: 5
  - GP da Itália (1970)
  - GP da Alemanha (1974)
  - GP da Itália (1975)
  - GP dos Estados Unidos-Oeste (1976)
  - GP da Inglaterra (1979)
- Total de pontos: 209
- Melhor classificação num campeonato: 2º (1974)

### Resultados na Fórmula 1
(Legenda: Corridas em negrito indica pole position e em itálico indica volta mais rápida.)
| Ano  | Nome Oficial da Equipe          | Chassis       | Motor                | Pneus | 1       | 2       | 3       | 4       | 5       | 6       | 7       | 8       | 9       | 10      | 11      | 12      | 13      | 14      | 15      | 16      | 17      | Pontos   | Posição |
| ---- | ------------------------------- | ------------- | -------------------- | ----- | ------- | ------- | ------- | ------- | ------- | ------- | ------- | ------- | ------- | ------- | ------- | ------- | ------- | ------- | ------- | ------- | ------- | -------- | ------- |
| 1970 | Scuderia Ferrari SpA SEFAC      | Ferrari 312B  | Ferrari 001 F12      | F     |         |         |         |         | HOL 4º  |         | GBR 4º  | ALE Ret | AUT 2º  | ITA 1º  | CAN 2º  | EUA 13º | MEX 2º  |         |         |         |         | 33       | 3º      |
| 1971 | Scuderia Ferrari SpA SEFAC      | Ferrari 312B  | Ferrari 001 F12      | F     | AFS 3º  | ESP Ret |         |         |         |         |         |         |         |         |         |         |         |         |         |         |         | 13       | 7º      |
| 1971 | Scuderia Ferrari SpA SEFAC      | Ferrari 312B2 | Ferrari 001/1 F12    | F     |         |         | MON Ret | HOL 3º  | FRA Ret | GBR Ret | ALE 3º  | AUT Ret | ITA Ret | CAN Ret | EUA 6º  |         |         |         |         |         |         | 13       | 7º      |
| 1972 | Scuderia Ferrari SpA SEFAC      | Ferrari 312B2 | Ferrari 001 F12      | F     | ARG 4º  | AFS 12º | ESP 3º  | MON Ret | BEL Ret |         |         | ALE 2º  | AUT Ret | ITA Ret | CAN 5º  | EUA 8º  |         |         |         |         |         | 15       | 12º     |
| 1973 | Marlboro BRM                    | BRM P160D     | BRM P142 V12         | F     | ARG 7   | BRA 6º  | AFS Ret |         |         |         |         |         |         |         |         |         |         |         |         |         |         | 2        | 18º     |
| 1973 | Marlboro BRM                    | BRM P160E     | BRM P142 V12         | F     |         |         |         | ESP 9º  | BEL 10º | MON Ret | SUE 9º  | FRA 12º | GBR 7º  | HOL 8º  | ALE Ret | AUT 6º  | ITA Ret |         | EUA 8º  |         |         | 2        | 18º     |
| 1974 | Scuderia Ferrari SpA SEFAC      | Ferrari 312B3 | Ferrari 001/11 F12   | G     | ARG 3º  | BRA 2º  | AFS Ret | ESP 2º  | BEL 4º  | MON 4º  | SUE Ret | HOL 2º  | FRA 3º  | GBR 4º  | ALE 1º  | AUT 5º  | ITA Ret | CAN 2º  | EUA 11º |         |         | 52       | 2º      |
| 1975 | Scuderia Ferrari SpA SEFAC      | Ferrari 312B3 | Ferrari 015 F12      | G     | ARG 4º  | BRA 4º  |         |         |         |         |         |         |         |         |         |         |         |         |         |         |         | 25       | 5º      |
| 1975 | Scuderia Ferrari SpA SEFAC      | Ferrari 312T  | Ferrari 015 F12      | G     |         |         | AFS 16º | ESP NC  | MON Ret | BEL 5º  | SUE 3º  | HOL 3º  | FRA Ret | GBR 13º | ALE Ret | AUT 7º  | ITA 1º  | USA Ret |         |         |         | 25       | 5º      |
| 1976 | Scuderia Ferrari SpA SEFAC      | Ferrari 312T  | Ferrari 015 F12      | G     | BRA 7º  | AFS Ret | USW 1º  |         |         |         |         |         |         |         |         |         |         |         |         |         |         | 31       | 5º      |
| 1976 | Scuderia Ferrari SpA SEFAC      | Ferrari 312T2 | Ferrari 015 F12      | G     |         |         |         | ESP 11º | BEL 2º  | MON 14º | SUE 6º  | FRA Ret | GBR Ret | ALE 9º  |         | HOL 2º  | ITA 2º  | CAN 6º  | USA 7º  | JAP 5º  |         | 31       | 5º      |
| 1977 | Team Tissot Ensign with Castrol | Ensign N177   | Ford Cosworth DFV V8 | G     | ARG 6º  | BRA Ret | AFS 9º  | USW Ret | ESP Ret | MON NQ  | BEL Ret | SUE 7º  | FRA 7º  | GBR NQ  | ALE Ret | AUT Ret | HOL Ret | ITA 5º  | USA 5º  | CAN Ret | JAP Ret | 5        | 17º     |
| 1978 | Shadow Racing Team              | Shadow DN8    | Ford Cosworth DFV V8 | G     | ARG 15º | BRA 5º  | AFS NQ  | USW 10º |         |         |         |         |         |         |         |         |         |         |         |         |         | 4        | 16º     |
| 1978 | Shadow Racing Team              | Shadow DN9    | Ford Cosworth DFV V8 | G     |         |         |         |         | MON NQ  | BEL Ret | ESP 15º | SUE 5º  | FRA Ret | GBR Ret | ALE NQ  | AUT NC  | HOL NQ  | ITA NC  | USE 14º | CAN NQ  |         | 4        | 16º     |
| 1979 | Albilad-Saudia Racing Team      | Williams FW06 | Ford Cosworth DFV V8 | G     | ARG 10º | BRA 15º | AFS 9º  | USW Ret |         |         |         |         |         |         |         |         |         |         |         |         |         | 291 (32) | 5º      |
| 1979 | Albilad-Saudia Racing Team      | Williams FW07 | Ford Cosworth DFV V8 | G     |         |         |         |         | ESP Ret | BEL Ret | MON 2º  | FRA 6º  | GBR 1º  | ALE 2º  | AUT 5º  | HOL Ret | ITA 3º  | CAN 3º  | USE Ret |         |         | 291 (32) | 5º      |
| 1980 | Unipart Racing Team             | Ensign N180   | Ford Cosworth DFV V8 | G     | ARG NC  | BRA Ret | AFS 9º  | USW Ret |         |         |         |         |         |         |         |         |         |         |         |         |         | 0        | NC      |

1 Nos descartes

## Vitórias por equipe
- Ferrari: 4
- Williams: 1

### 24 Horas de Le Mans[1]
| Ano  | Equipe            | Nº | Co-Pilotos      | Chassi           | Pneus | Classe | Voltas | Posição | Posição Na Categoria |
| Ano  | Equipe            | Nº | Co-Pilotos      | Motor            | Pneus | Classe | Voltas | Posição | Posição Na Categoria |
| ---- | ----------------- | -- | --------------- | ---------------- | ----- | ------ | ------ | ------- | -------------------- |
| 1953 | SpA Ferrari SEFAC | 8  | Arturo Merzario | Ferrari 512S     | F     | S 5.0  | 38     | DNF     | DNF                  |
| 1953 | SpA Ferrari SEFAC | 8  | Arturo Merzario | Ferrari 5.0L V12 | F     | S 5.0  | 38     | DNF     | DNF                  |